# Myadestes melanops
El solitario carinegro o clarín de cara negra (Myadestes melanops) es una especie de ave paseriforme de la familia Turdidae endémica de las tierras altas de Costa Rica y el oeste de Panamá.

## Descripción
Mide entre 16 y 18,5 cm de longitud, y pesa 33 g en promedio. Los adultos son de color gris pizarra con la cara y el mentón negros que contrastan con el pico de color naranja. Las alas y la cola son de color pizarra con los bordes negros, y las coberteras subalares son blanco plateado, una característica que exhibe bien durante el vuelo. Las patas son de color naranja. Las aves jóvenes tienen rayas color ante en la cabeza y en las partes superiores, y beige y marrón moteado en las partes inferiores.

## Comportamiento y hábitat
Es una ave típica de vegetaciones densas y aglomeraciones de bambú en bosques húmedos de montaña, normalmente de 750 a 3000 m de altitud. Se dispersan tan bajo como a 400 m en la temporada de lluvias, cuando pueden formar bandadas sueltas. Construye el nido de musgos y hepáticas en la grieta de un árbol, en un agujero cubierto, o escondido entre musgos y epífitas en un árbol de hasta 3,5 m por encima del suelo. La hembra pone dos o tres huevos de color marrón rojizo marcados de blanco o rosado entre abril y junio. El período de emplume tarda de 15-16 días.
Se alimenta de bayas e insectos. La llamada es una nasal ghank o líquido quirt, y el canto es un hermoso silbido aflautado teedleedlee…tleedleeee…lee-dah…lee-dah.
Sigue siendo común en las áreas protegidas y de difícil acceso, pero la captura para el comercio de aves de jaula ha afectado gravemente su número en otros lugares.